# Metter (Georgia)
Metter es una ciudad ubicada en el condado de Candler en el estado estadounidense de Georgia. En el año 2000 tenía una población de 3.879 habitantes.

## Geografía
Metter se encuentra ubicada en las coordenadas 32°23′47″N 82°3′45″O / 32.39639, -82.06250 (32.396253, -82.062414).
Según la Oficina del Censo, la localidad tiene un área total de 7,4 km² (2,9 mi²), de la cual 7,3 km² (2,8 mi²) es tierra y 0,1 km² (0 mi²) (2.60%) es agua.

## Demografía
Según la Oficina del Censo en 2000 los ingresos medios por hogar en la localidad eran de $21,288, y los ingresos medios por familia eran $28,073. Los hombres tenían unos ingresos medios de $24,935 frente a los $18,311 para las mujeres. La renta per cápita para la localidad era de $14,308. 